# Monochamus luteodispersus
Monochamus luteodispersus är en skalbaggsart som beskrevs av Maurice Pic 1927. Monochamus luteodispersus ingår i släktet Monochamus och familjen långhorningar. Inga underarter finns listade i Catalogue of Life.